# Zona de divergência
Em meteorologia, zona de divergência é o termo usado para se referir a uma região da atmosfera terrestre onde correntes de ar se dividem, bifurcam ou se espalham. Geralmente está associada a sistemas de alta pressão atmosférica, na interação destas com ciclones ou cavado de baixa pressão ou na interação entre estes últimos. Não há regiões predefinidas para a formação de zonas de divergência, embora sejam mais comuns em regiões próximas aos trópicos de câncer e de capricórnio, nas regiões de latitudes médias e polares.
Devido à turbulência atmosférica gerada pelas zonas de divergência, principalmente aquelas formadas pelas interações de sistemas de baixa pressão, há grande possibilidade tempo severo na região onde uma zona de divergência atua, tal como a formação de tempestades e trovoadas.